# Largo Eça de Queiroz (Póvoa de Varzim)
Largo Eça de Queiroz, primitivamente Terreiro de São Sebastião, é um largo da cidade da Póvoa de Varzim, onde se encontram algumas ruas do Bairro da Matriz com a Praça do Almada.

## História

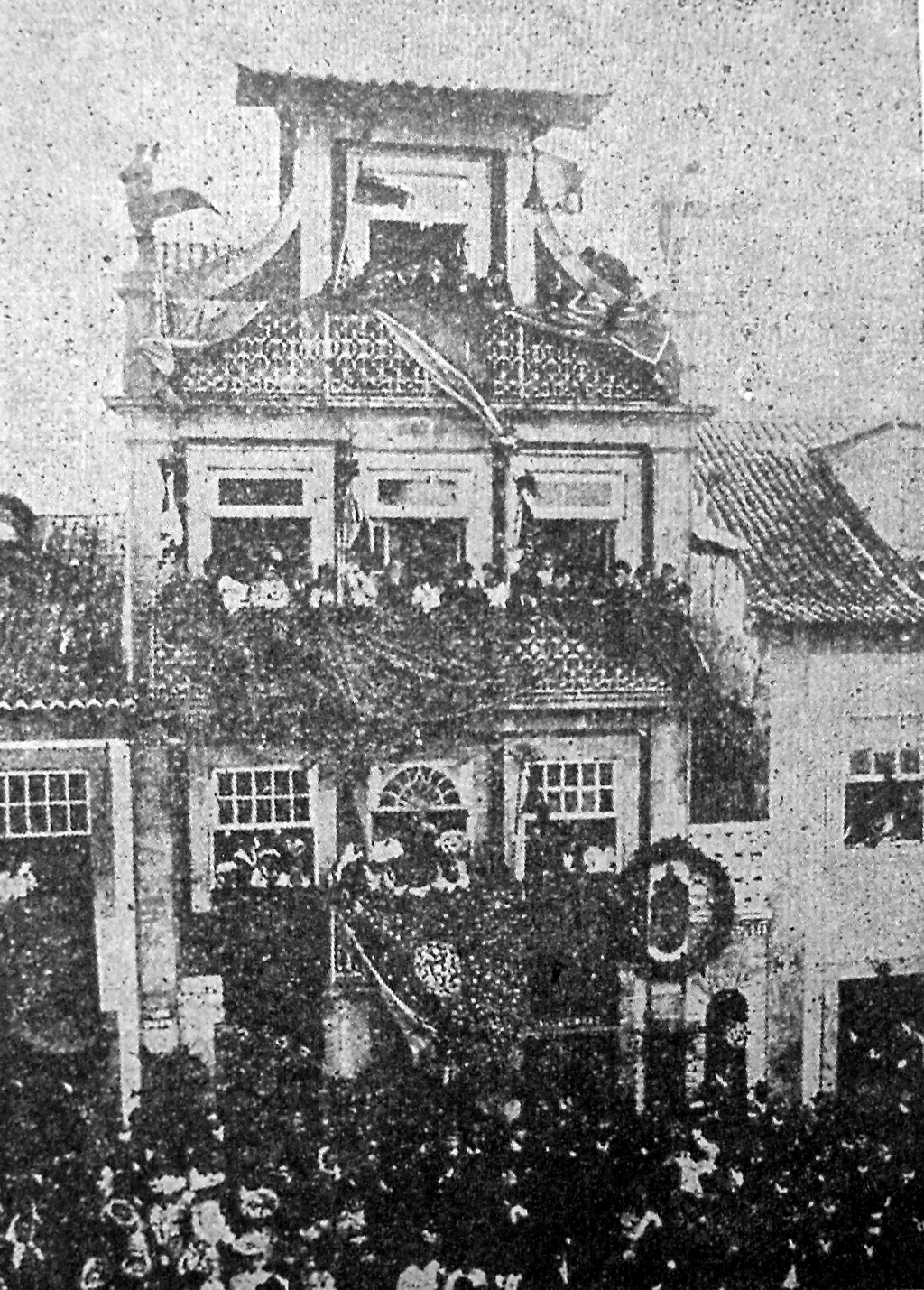
Colocação da placa comemorativa de 1906 na casa onde nasceu Eça de Queiroz.

O antigo nome do terreiro era de S. Sebastião. O nome derivava da antiga capela erguida em 1560 de evocação a S. Sebastião que existia ali na esquina com a rua 1º de Maio, uma das duas ruas afluentes do largo, outrora também denominada Rua de S. Sebastião. A Capela foi fundada pelo capitão de navios Gomes Martins e sua mulher, Maria Álvares.
Em 1791 passou a ser denominada de Praça de São Sebastião, mas só em 1814 é que o número de casas passaram a ser contadas em separado da Rua de São Sebastião, dado esta praça ser um prolongamento para poente dessa rua.
Eça de Queiroz nasceu ali em 1845, no antigo número 1 da Praça do Almada, casa que confina com o Largo de São Sebastião. Daí a alteração de topónimo. Eça era filho de José Maria d'Almeida Teixeira de Queiroz, representante do procurador régio de Ponte de Lima, que tinha uma relação com a Carolina Augusta Pereira d’Eça, órfã de 19 anos, que residia em Viana do Castelo com a mãe, viúva do tenente coronel José António Pereira d’Eça. Para ocultarem a gravidez, Carolina vai para a residência de sua irmã, D. Augusta Emília Amélia Pereira d'Eça, casada com Francisco Augusto Pereira Soromenho, que morava na Praça do Almada, onde nasce a criança. A colocação da placa de bronze de 1906, do Mestre Teixeira Lopes, para celebrar o nascimento de Eça de Queiroz foi oferecida pelos portugueses do Brasil e colocada na casa da Praça do Almada onde nasceu Eça. Evento celebrado por um multidão.

## Características

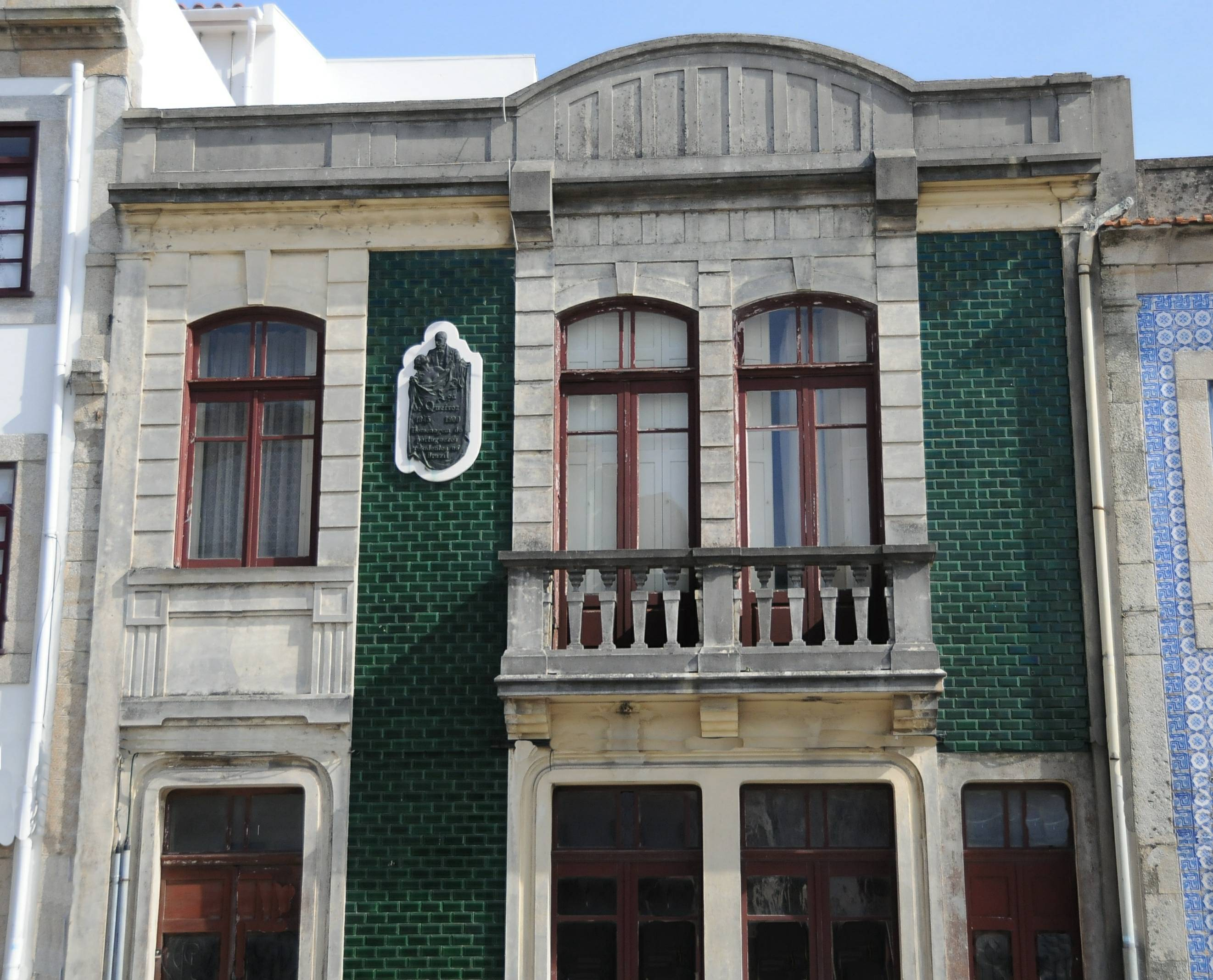
Lápide de 1906 que honra o nascimento de Eça de Queirós naquele lugar.

O pequeno Largo tem como afluentes a Rua Primeiro de Maio, a rua do Visconde de Azevedo e a Praça do Almada. O largo é enquadrado pelo local onde estava a casa onde nasceu o escritor Eça de Queirós, daí se denominar de Eça de Queiroz. A casa actual, é uma casa que veio a substituir a casa original ainda no primeiro quartel do século XX.
O largo projeta-se para poente, para a Praça do Almada. É centrado pelo Cruzeiro paroquial (Cruzeiro verde) e, a norte, ladeado por um fontanário de duas bicas, construído em 1855 para substituir o da Praça do Almada. O fontanário foi coberto por um painel de azulejos em 1955, por altura dos cem anos da sua construção. O fontanário possuiu o brasão ou escudo da Póvoa de Varzim e uma mulher, de túnica e manto com o braço direito apoiado numa âncora, que representa a Póvoa de Varzim. No entanto, o título que ostenta "De Várzea tenho a origem", refere-se a que se acreditava no século XIX que "Varzim" derivaria de "Várzea", teoria desacreditada desde o século XX com o estudo de documentos medievais.

## Património
- Fontanário de São Sebastião
- Cruzeiro Verde
- Casa de Eça de Queiroz (Praça do Almada)